# Antic edifici de les Escoles d'Argelaguer
L'Antic edifici de les Escoles d'Argelaguer és una obra noucentista d'Argelaguer (Garrotxa) inclosa a l'Inventari del Patrimoni Arquitectònic de Catalunya.

## Descripció
Edifici de planta rectangular amb teulat a quatre vessants que va ésser utilitzat durant molts anys com escola pública. Té dues portes d'accés (una a llevant i una altra a ponent) amb petita escala i porxos d'entrada; a cada costat d'aquests hi ha una finestra rectangular.
Les obertures de les aules (deu a cada costat) s'obren a migdia i tramuntana; en aquestes mateixes façanes hi ha dos cossos de planta rectangular, que es prolonguen vers l'exterior, que havien estat destinats a serveis. Les façanes de l'edifici estan pintades i les obertures emmarcades amb pedra adossada.

## Història
Les escoles d'Argelaguer varen ésser construïdes a la tercera dècada de la nostra centúria.